# Kanadai Magyar Hokiklub
A Kanadai Magyar Hokiklub vagy röviden KMH, egy Budapest XI. kerületi jégkorong egyesület. Jelenleg működő formáját 2012-ben érte el.

## Kezdeti évek
A Skorpiók jégkorongcsapat 1998-óta létezik, jelenlegi formáját 2012-ben nyerte el, amikor a kanadai hokiiskola és a Hockey Canada mellett döntött a klub. Az 1998-ban összeállt, a SONY PSX NHL 98-at valódi hokira cserélő Skandináv Skorpiók csapatának lelkes amatőr játékosai a ma is aktívan játszó, többszörös Magyar Bajnok KMH Budapest nevű csapatainak ősét alkották. A Skandináv Skorpiók első ízben az 1998-as MAJL (Magyar Amatőr Jégkorong Liga) 15 csapatos bajnokságában léptek pályára – és a 15. helyen végeztek A felnőttek csapata 2011-ben és 2013-ban megnyerte a TAJB (Teljesen Amatőr Jégkorong Bajnokság) versenysorozatát. A 2014-re AHL-re (Amatőr Hoki Liga) változott nevű bajnokságban a 3. helyen végeztek, de ugyanebben az évben a csapat az első alkalommal indított Magyar Jégkorong Szövetség OB IV bajnoki címével vigasztalódott.
2014/15-ben az AHL mellett ismét indult a csapat az MJSZ bajnokságaiban, az OB IV-ben és az OB III-ban is, így ott is kipróbálhatták a skandináv légiósokkal is megerősített csapatot. Ebben a két bajnokságban az idei évig 3, illetve 2 bajnoki címmel rendelkeznek. Az újraszervezés óta Az utánpótlás nevelő egyesület 2012-es újraszervezésével elsődleges célul tűzték ki a gyermekek egészséges fejlődésének biztosítását, elsősorban a jégkorong által. A KMH-nál kiemelten fontosnak tartják, hogy a fizikai kondíció és egészség megőrzése mellett a fiataloknak megtanítsák a csapatszellem, a közös célokért való küzdés, és ezeknek az egyéni érdek fölé rendelésének örömét, de ugyanúgy a kudarcok feldolgozásának egészséges módját is.

## Az újraszervezés óta
Az egyesület mai, végleges formáját 2012-ben nyerte el, amikor a korábbi alapokon a kanadai jégkorongiskola meghonosítását tűzték ki célul. Az újraszervezés évében mindössze az U8, U10, U12 és U14-es korosztályokban tudott a klub csapatokat indítani a bajnokságban. Mára elérték, hogy U8-tól kezdve a felnőttekig kivétel nélkül minden korosztályban vannak versenyző csapataik. Játékosaik számára egész évben biztosítják a rendszeres edzési lehetőséget.

Céljuk, hogy minél több gyerekkel megszerettessék ezt a látványos sportot, amelyet nemcsak űzni izgalmas, de nézni is rendkívül szórakoztató. Nemcsak azokat a gyerekeket várják, akik versenyszerűen szeretnék űzni a jégkorongot, hanem azokat is, akiknek egyszerűen csak fontos a rendszeres mozgás, sportolás. Közhasznú egyesületként, de teljesen önfinanszírozó módon teremtik meg a folyamatos minőségi munkához szükséges forrásokat. Ebben természetesen nagy segítségükre van a látványcsapatsport támogatási rendszere. Programjuk hosszú távra szól, első eredményei néhány éven belül várhatók.
Céljuk, hogy a magyar jégkorong számára jelentős számú játékos bázist alakítsanak ki. Azok a gyerekek pedig, akik jégkorongozni mennek, elmondhatják magukról, hogy a legmegfelelőbb egyesületbe igazoltak. 2012-ben a XI. kerületi Tüskecsarnokban megnyitották Buda első versenysportra alkalmas jégpályáját. Ezen a bázison megkezdték a XI. és XII. kerületben a jégkorong utánpótlás felépítését azzal a céllal, hogy egy meghatározó utánpótlás csapat kialakításával segítsék a jégkorongsport fejlődését. 2012-ben stratégia szövetséget hoztak létre a MAC Budapest Jégkorong Akadémiával és a Jégkert SE-vel. Ily módon elhivatott játékosainak teljes játékos életpályát tud az egyesület kínálni.

A Tüskecsarnok teljes befejezésének megkezdésével egy időben fontos szövetségest találtak a Budapesti Műszaki és Gazdaságtudományi Egyetem személyében. Az egyetemet egy közös fejlesztési javaslattal kereste meg a KMH. Andor György és Péhl Gábor aktív közreműködésének és segítségének eredményeképpen a BME Sportközpontot egy könnyűszerkezetes mobil csarnokkal és jégpályával gazdagíthatta a klub. Így az egyesület 2013 őszétől a Bogdánfy Ödön utcai sporttelepen talált otthonra.

A szakmai munkát a neves kanadai szakember Bob Leslie irányításával, a Magyar Jégkorong Szövetséggel együttműködve végzi az egyesület. Vállalt céljuk a Hockey Canada elveinek meghonosítása, elterjesztése. Kiváló és tapasztalt kanadai, finn és magyar edzőik mellett támaszkodnak a Testnevelési Egyetemen tanuló tehetséges fiatalok és a jégkorongsport meghatározó személyiségeinek szakmai felkészültségére is.
2016-ban Sille Tamás lett az egyesület szakmai igazgatója, aki 2018-ig irányította az egyesület sportszakmai életét. Ez nagy változást hozott be az egyesület mindennapjaiba, hiszen ő személyesen napi szinten részt tudott venni az egyesület életében. Tőle 2019-ben Kóger István vette át ezt a posztot. Korábban a Fehérvári Titánok ERSTE Liga csapat vezetőedzője kiváló szakmai munkájával látható fejlődéshez vezette az utánpótlás csapatokat. Többek között irányítása alatt jutott be az U16-os csapat először az A csoportba. Mai napig ő látja el ezt a feladatot a klubnál. 

## Vezetőedzők
General Manager: Márton Laura
Szakmai Vezető: Kóger István
Erőnléti edző: dr. Benczenleitner Ottó
U8 – Vitárius Károly 

U10 – Vrbanics Tibor

U12 – Francsics Bence 

U14 – Gömöri Csaba 

U16 – Dorner Benjámin 

U18 – Horváth Dávid

U21 – Linus Schellin

Felnőtt férfi (ERSTE Liga) – Kangyal Balázs

Női EWHL – Mika Väärälä

Női DEBL -

OBII-OBIII-OBIV-A – Bóta Gusztáv

OBIV-B OBIV-C – Vitárius Károly 

## Csapatvezetők
U8-U16 – Czakó Johanna
U18-U21 – Szokol-Humay Kitty

Felnőtt női – Orosz Ágota
Felnőtt férfi – Simon Péter

Férfi OBII, OBIII, OBIV – Cziller Andrea

## Bajnokságok
Az egyesület utánpótlás csapatai a saját korosztályuknak megfelelő magyar bajnokságokon vesznek részt, egészen az U21-es korosztályig.

Az U18-as és U21-es csapatok a magyar bajnokságon kívül Ausztriában is részt vesznek bajnokságokon. Az U18-as csapat az osztrák ICE Juniors League-ben versenyez, míg az U21-es csapat megméretteti magát az ICE Young Stars League keretein belül. Emellett a 2017/2018-as szezontól az EUHL (European University Hockey League) bajnokságban is szerepeltek, legjobb helyezésük a 2019/2020-as szezonban elért 4. helyezés.

A KMH felnőtt férfi csapata a szlovák liga 2-ben indult a 2016/2017-es szezonban a Magyar Kupán kívül. A 2018/19-es szezontól pedig az ERSTE Ligában vesznek részt. A 2020/21-es szezonban MAC HKB névvel közös csapat indult a MAC csapatával.

A KMH női csapatai a hazai bajnokságokon (OBI, Női U25) kívül három nemzetközi bajnokságban is részt vesz. Ezek az EWHL, EWHL Supercup és a DEBL.

Az EWHL (Elite Women’s Hockey League) egy osztrák bázisú nemzetközi bajnokság, melyben 8 csapat versenyez 5 különböző országból (Ausztria, Kazahsztán, Magyarország, Olaszország, Szlovákia).

Az EWHL Supercup-ot 2011-ben hozták létre azzal a céllal, hogy az EWHL top csapatai megmérethessék magukat más eredményes európai csapatokkal. 

A DEBL (Dameneishockey-Bundesliga) a női csapatok legmagasabb ligája Ausztriába, ami 2004 óta létezik.

## Skorpió XI. Program
A Kanadai Magyar Hokiklub Skorpiók XI korcsolya- és jégkorongoktatás programja az egyesület egyik legfontosabb utánpótlás toborzó csatornája. Ebből adódóan meghatározó fontossággal bír, hogy a gyerekek, a szülők és a kísérő tanárok visszajelzéseit ﬁgyelembe véve, fejlesszék és ﬁnomítsák a program működését. A program minden résztvevője azért tevékenykedik, hogy a gyerekek minél jobban érezzék magukat a jégen és minél inkább megtanuljanak korcsolyázni, jégkorongozni. A programban a XI. kerület tíz különböző általános iskolája vesz részt. Hetente kétszer óvodák csoportjai is járnak a jégkorongoktatásra.

A legfőbb cél a kerület sportéletének fellendítése, különös tekintettel a jégkorong sportágra. Szakképzett, komoly jégkorongos múlttal rendelkező oktatók segítik a gyerekek fejlődését, az alapok elsajátítását.
A XI. kerületi Tüskesátor pályáján kívül időszakos pályákat is működtet az egyesület. Ezek Veresegyházán, illetve az I. kerületben a Naphegyen találhatóak. Ezen pályák célja, hogy a téli időszakban a környező óvodákat és iskolákat bevonják a délelőtti korcsolyaoktatásba, ezzel bővítve azon gyermekek számát, akik később a korcsolyázást megkedvelve szívesen csatlakoznak az egyesület jégkorongedzéseihez is.
Az egyesület a legkisebb korosztályoktól kezdve tart edzéseket, nyújt versenyzési lehetőséget a játékosoknak, így azok, akik a délelőtti oktatás alatt megszeretik a jégkorongot, a későbbiekben a délutáni korosztályos edzésekbe is bekapcsolódhatnak, hogy minél magasabb szintre fejlesszék a jégkoronghoz szükséges képességeiket.

## Sportosztályok
A délelőtti program kapcsán kell megemlíteni a Lágymányosi Bárdos Lajos Két Tanítási Nyelvű Általános Iskolát, mellyel a Kanadai Magyar Hokiklub a 2015/2016-os tanévtől kezdve közösen sportosztályt indított az első évfolyamon. A program sikeresen végigfutotta a 4 évet, ennek köszönhetően pedig folytatják tovább a munkát az alsó tagozatos gyerekekkel a sportosztályokban a következő tanévekben is.
A programhoz 2019/20-as szezonban csatlakozott a Domokos Pál Péter Általános Iskola, ahol ebben az évben indították először a sportosztályt.

A sportosztályok a testnevelés órák keretein belül heti 3 alkalommal vesznek részt jeges edzésen a KMH délelőtti oktatásán, valamint heti egy tornatermi edzésük is van, mely főleg a korosztály speciális képzésén alapul.

Lehetőségük van a tanulóknak az egyesület délutáni korosztályos edzéseinek látogatására is, így kifejezetten sok jégen eltöltött idővel rendelkezhetnek, mely jó alapot biztosít nekik a fejlődésre. 

Kezdetben az edzések célja a jégkorong sportág megszerettetése, az alapok elsajátíttatása, valamint az, hogy ez a mozgás hozzájáruljon a gyerekek testi, szellemi fejlődéséhez egyaránt.

A magasabb évfolyamokon már előtérbe kerül a technikai fejlesztés, az erőnlét javítása, és a sportban való gondolkodás kialakítása is.

Az egyesület, valamint az általános iskola közös célja, hogy a gyermekeket már kiskoruktól kezdve a sportos életmódra szoktassák, megtanítsák nekik, hogyan kell csapatban dolgozni, egy közösségben együttműködni. Ezen kívül kiemelt jelentőségű, hogy a jégkorong utánpótlásbázisát erősítsék ezen az úton is. 

## Női csapat
Új korszak kezdődött nemcsak a klub, de a magyar női jégkorong történetében is, amikor 5 év kihagyás után az egyesület és a KMH Sport Kft. a 2012/13 szezonban ismét magyar csapatot nevezett az osztrák bázisú EWHL (Elite Women's Hockey League) bajnokságba.

A 2014/15 szezonban a nagyobb sikerek reményében kanadai és amerikai játékosokkal erősítették meg a csapatot, neves külföldi és magyar edzőkre bízták az irányítást. Hajszállal lemaradva a kisdöntőről az EWHL 5. helyén végeztek, majd ezután a magyar OB I döntőjében két győzelemmel bajnoki címet szereztek a Tüskecsarnokban.

2015/2016-ban egy szlovák és két kanadai légiós is csatlakozott a női csapathoz, és lettek fontos tagjai a keretnek. Fodor Zoltán volt a vezetőedző abban az évben. Sikerült megszerezniük a szezonban a magyar bajnoki címet. Az EWHL-ben a 4. hely lett az övék, mely történelmi siker, hiszen a csapat ekkor jutott be első alkalommal a legjobb négy csapat közé. Ezzel az eredménnyel hozzájárultak a magyar női jégkorong fejlődéséhez.

A 2016/17-es szezon elején Mika Väärälä lett a női csapat vezetőedzője. Ő korábban finn és osztrák korosztályos válogatottakkal is foglalkozott. Azóta az ő irányítása mellett készül a női csapat, melyhez további légiósok csatlakoztak. A keretnek így ma szlovák, osztrák és kanadai tagjai is vannak.

a 2017/18-as idényben a csapat kimagasló eredményt ért el. A DEBL bajnokság első helyét sikerült megszerezniük, illetve az EWHL legjobb négy csapata közé kerültek, az EWHL Szuperkupát pedig először sikerült megszerezni. A hazai bajnokságok 1. helyeit is a KMH csapatai szerezték meg.
A női csapat a 2018/19-es szezonban megszerezte az EWHL bajnoki címet, ami Európa egyik legrangosabb női hoki bajnokságává nőtte ki magát.
A 2019/20-as szezonban a fiatalabb lány csapat a DEBL bajnokság ezüst érmét hozhatta el. A felnőtt női csapat először az EWHL Szuperkupát nyerte meg, majd egyhuzamban hatodjára lettek Magyar Bajnokok. Ezután méltó lezárásként megvédték az EWHL bajnoki címét is, ezzel megszerezve a mesterhármast a szezonban, illetve magyar csapatként elsőként tudták egy évben megnyerni az EWHL-t és az EWHL Szuperkupát is.
A női felnőtt csapaton kívül a fiatalabb lányokra is nagy figyelmet fordítanak a KMH-nál. Az egyesület 10-16 éves lányai a Development Tour különböző állomásain mérettetik meg magukat az idény során. Ennek a programnak a célja, hogy folyamatosan fejlesszék a lányok jégkorongtudását.
 
Az utánpótlás korú női játékosok számára motivációt ad a Méri Janka Emléktorna, melyet az egyesület már második éve rendez meg. A 2016/2017-es szezonban ez az esemény a Development Tour utolsó állomása. A többnapos nemzetközi torna nagyszerű lehetőséget nyújt a kezdő (1-4 éve jégkorongozó) női játékosoknak, hogy tudásukat összemérhessék, és versenykörülmények között fejlődhessenek. A torna különlegessége, hogy csak lányok vehetnek részt rajta.
A 2020/21-es szezonban a DEBL bajnokságban a lányok elhozták az aranyérmet. Emellett ebben a korosztályban két csapatot indítottunk a magyar Női U25A és Női U25B bajnokságban, ahol az U25A-ban az aranyérmet hozták el a lányok, U25B-ben pedig a bronzérmet.
A felnőtt női csapat ismét három bajnokságban indult el. Az EWHL bajnokságban a lányok immár harmadik alkalommal lettek bajnokok a nemzetközi mezőnyben. Az EWHL Szuperkupa szervezése sajnos a vírushelyzet miatt nehézségekbe ütközött, így ez sajnos nem tudták végig játszani a lányok. A Magyar Női OBI-es bajnokságban a lányok ebben a szezonban az ezüstérmet hozhatták haza. 

## Felnőtt férfi csapat
A klub a 2016/17-es szezonban indított először felnőtt férfi csapatot a Szlovák Bajnokság másodosztályú bajnokságában, emellett hazai szinten a Magyar Kupában mérettették meg magukat.
A csapat 2018/19-es szezonban már nem indult a szlovák bajnokságban, ekkor csatlakozott be a magyarországi első osztályú ERSTE Ligába Hokiklub Budapest néven. A csapat az elmúlt két évben simán vette az alapszakasz mérkőzéseit, illetve erős versenyben voltak a rájátszásba jutásért is. A csapat a MAC Budapest farmcsapataként több játékost is delegált a szlovák Extra Ligába is.
A 2020/21-es szezonban a fentebbi két csapat szorosabbra fűzi együttműködését, és közös csapatot indítanak az ERSTE Ligában MAC HKB Újbuda néven, ahol a legfőbb cél a tehetséges, fiatal játékosok szerepeltetése volt mindkét klubból. Ez igen eredményesen sikeredett, hiszen a csapat az ERSTE Liga 5. helyén zárta a szezont, illetve a 3. legjobb magyar csapatként végeztek.

## Amatőr csapatok
Az utánpótlás illetve profi csapatok mellett az egyesület amatőr csapatokkal is rendelkezik, ezzel minden korosztálynak lehetőséget nyújtva, hogy élvezhessék a jégkorong örömeit.
Ezek a csapatok indulnak az OBII, OBIII és OBIV-es bajnokságokban. A csapatok vezetőedzője Bóta Gusztáv, csapatvezetőjük pedig Cziller Andrea.

Az eredményességet mutatja, hogy mind az OBII és az OBIII csapatunk is egyhuzamban 6. éve nyerték meg sikeresen a bajnokságot, és védték meg címüket a 2019/20-as versenyévadban. Az OBIV-es bajnokságban szintén címvédés történt a ebben a szezonban.
A családi hangulatot az egyesületnél tovább fokozza, hogy két éve a jégkoronggal foglalkozó gyermekek szülei közül többen úgy gondolták, hogy ők is át szeretnék élni azokat az élményeket, melyeket gyermekeik. Ennek köszönhetően az érdeklődő anyukák és apukák is elkezdtek rendszeresen részt venni a Vitárius Károly által vezetett edzéseken. A 2016/2017-es szezonra eljutottak arra a szintre, hogy csapatukkal elindultak az AHL bajnokságban. Így már a versenyzés hangulatát is átélhetik ők is. 
Ezekből a szülői csapatokból a 2018/19-es szezonra OBIV/B és OBIV/C bajnokságban induló csapatok kovácsolódtak, KMH Flashes néven. A csapattok már az első idényüket megnyerték mindkét bajnokságban, a 2019/20-as a szezonban pedig az OBIV/B ismét aranyérmet szerzett.
A 2020/21-es szezonban OBII-es, OBIII-as és OBIVA-s csapatunknak sikerült ismét bajnoki címet szerezniük. OB IV B csapatunk a bronzérmet harcolta ki magának ebben a szezonban, OB IV C csapatunk pedig a hatodik helyen végzett.